# 凍原軌道

在地心坐标系中倾角为63.4°的凍原轨道的动画。·
0.2的轨道离心率·
0.3的轨道离心率·
地球

凍原軌道，或稱苔原軌道，（俄语：Орбита «Тундра»）是一種有著較高傾角（苏联使用的通常約 63.4°）、高椭圆的地球同步轨道，轨道周期為一恒星日（比太阳日少約 4 分鐘）。這種軌道上的人造衛星會在大部分時間里處于地球上某個選定的區域中，這是被叫做“apogee dwell”（字面含義為“远地点駐留”）的現象。凍原軌道的衛星的地面軌跡為一個閉合的“8”字形。
凍原軌道和闪电轨道使用{\textstyle \arcsin {\sqrt {\frac {4}{5}}}\approx 63.43^{\circ }}的軌道傾角可以消除因為赤道隆起引起的近地點長期攝動。對於其他不是 63.43°的傾角，近地點會穩定改變，遠地點亦隨之離開最高緯度。

## 特性
一个典型的凍原軌道有以下特性:
- 軌道傾角: 63.4°
- 近地点幅角: 270°
- 轨道周期: 1436分钟
- 轨道离心率: 0.24–0.4
- 轨道半长轴: 42,164 km（26,199 mi）

### 軌道傾角
因为赤道隆起对卫星近地点幅角({\displaystyle \omega })产生扰动，使其随时间逐渐变化。除非不断使用推进剂保持轨道，如果只考虑一阶系数{\displaystyle J_{2}}，近地点将按照公式（1）变化。
| {\displaystyle {\dot {\omega }}={\frac {3}{4}}\;nJ_{2}\left({\frac {R_{E}}{a}}\right)^{2}{\frac {4-5\sin ^{2}{i}}{\left(1-e^{2}\right)^{2}}}} |  | 1 |

其中{\displaystyle i}是軌道傾角，{\displaystyle e}轨道离心率，{\displaystyle n}平均每天的运动度数，{\displaystyle J_{2}}是扰动因子，{\displaystyle R_{E}}是地球半径，{\displaystyle a}是半长轴，{\displaystyle {\dot {\omega }}}是每日度数。
为了避免这种燃料消耗，凍原軌道使用了63.4°的倾角，这使得{\displaystyle \left(4-5\sin ^{2}i\right)}的为零，近地点的位置就不会随时间变化:143。 这被称为临界倾角，以这种方式设计的轨道被称为冻结轨道。

### 轨道离心率
轨道离心率根据所需停留时间而选择，并改变地面軌跡的形状。凍原軌道的离心率一般为0.2左右；离心率为0.4左右的轨道，地面軌跡将从8字形变为水滴形，被称为超级凍原軌道。

## 使用凍原軌道的航天器

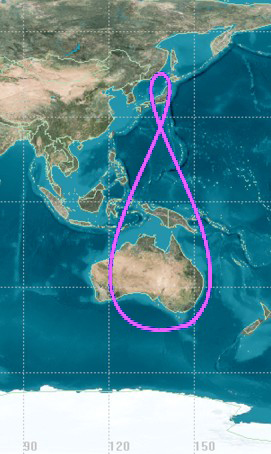
準天頂衛星系統軌道的地面軌跡，有类似于凍原軌道的特征，但倾角较小。

2000年到2016年，天狼星卫星广播（现在是天狼星XM的一部分），在凍原軌道上运营一个由三颗卫星组成的卫星星座，用以卫星广播。每颗卫星的升交點黃經和平近點角被设置相差120°，这样当一颗卫星移动出位置时，另一颗卫星已经通过近地点并准备接替该卫星工作。该星座的开发是为了广播能更好地到达北半球更高纬度地区的消费者，减少都市峽谷的影响，并且只需要130个中继器，而地球静止轨道系统则需要800个。在天狼星与XM合并后，它将FM-6替代卫星的设计和轨道从凍原軌道改为地球静止轨道。作为已经在地球静止轨道上的FM-5（2009年发射）的补充，2016年，天狼星停止了从凍原軌道的卫星广播。天狼星卫星曾经是唯一使用凍原軌道的商业卫星。
日本的準天頂衛星系統使用的是类似于凍原軌道的地球同步轨道，但倾角只有43°。系统包括四颗采用相同地面轨道的卫星，从2010年开始测试，并从2018年11月起全面运行。

### 拟议项目
凍原軌道已被欧空局的阿基米德项目考虑使用，这是一个在1990年代提出的广播系统。

## 另見
- 橢圓軌道
- 闪电轨道
- 軌道列表（英语：List of orbits）